# یوژنی بارنائول (سرزمین آلتایی)
یوژنی بارنائول (انگلیسی: Yuzhny, Barnaul, Altai Krai) یک شهرک در ناحیه شهری بارنائول سرزمین آلتایی کشور روسیه است.